# George Fergusson
George Raukawa Fergusson (ur. 30 września 1955) – brytyjski dyplomata. Od kwietnia 2006 do 18 maja 2010 brytyjski Wysoki Komisarz (ambasador) w Nowej Zelandii i Samoa, gubernator Pitcairn, Henderson, Ducie i Oeno. Zastąpił na stanowisku Richarda Fella. W latach 2012–2016 pełnił funkcję gubernatora Bermudów.

## Życiorys
Imię Ruokawa jest pochodzenia maoryskiego. Kariera zawodowa Fergussona jest ściśle związana z dyplomacją. W 1978 rozpoczął pracę w rządowym Biurze Irlandii Północnej (Northern Ireland Office). W 1988 trafił do Foreign Office, z którym związał większość życia zawodowego. Od 1991 do był dyrektorem Departamentu Wschodniego. W 1994 wyjechał jako dyplomata do Seulu. W 1996 powrócił do Londynu i objął w kierownictwo Departamentu Południowej Afryki, a później Departamentu Republiki Irlandii w Foreign Office. 
W 1999 Fergusson został konsulem generalnym w Bostonie. W kwietniu 2006 został Wysokim Komisarzem w Nowej Zelandii i jednocześnie gubernatorem Pitcairn.
Jego ojciec Lord Ballantrae był gubernatorem Nowej Zelandii w latach 1962–1967. Fergusson jest żonaty, ma trzy córki. W 2005 zginął mu syn. W 2010 jego następcą na stanowisku Wysokiego Komisarza została Victoria Treadell. 23 maja 2012 powierzono mu stanowisko gubernatora Bermudów. Funkcję tę pełnił do 2 sierpnia 2016.